# Giovanni Alloatti
Giovanni Alloatti (ur. w Turynie, zm. 9 czerwca 1934 roku w Palermo) – włoski kierowca wyścigowy.

## Kariera
W swojej karierze Alloatti pojawiał się głównie w stawce wyścigów Grand Prix, w których odniósł dwa zwycięstwa. W 1926 roku był najlepszy na torze Circuito de Alessandria, a trzy lata później na Pozzo Circuit. W kolejnych latach kontynuował starty przede wszystkim we Włoszech, jednak rzadko dojeżdżał do mety.

## Śmierć
Alloatti zginął w wypadku podczas wyścigu Targa Florio. Na pierwszym okrążeniu jego samochód wpadł w poślizg i spadł z mostu. Kierowca został przewieziony do szpitala w Palermo, gdzie zmarł po 20 dniach.